# Dmitri Oestinov
Dmitri Fjodorovitsj Oestinov (Russisch: Дмитрий Фёдорович Устинов) (Samara, 17 oktober 1908 - Moskou, 20 december 1984) was een militair, politicus en ingenieur in de Sovjet-Unie. Hij was minister van Defensie van de Sovjet-Unie tijdens de Koude Oorlog en maarschalk van de Sovjet-Unie.

## Jeugd en opleiding
Oestinov stamde uit een arbeidersfamilie in Samara, die vanwege hongersnood als gevolg van de Russische Burgeroorlog moest verhuizen van het Wolgagebied naar Samarkand. Na de dood van vader verhuisde het gezin in 1923 naar Makarjev in het Centraal Federaal District (gouvernement Ivanovo-Voznesensk). In 1927 werd Oestinov op 19-jarige leeftijd lid van de Communistische Partij. In 1929 ging hij machinebouw studeren aan het polytechnisch instituut van Ivanovo. Hierna studeerde hij aan de Technische Hogeschool Bauman in Moskou en hij studeerde in 1934 af als werktuigbouwkundig ingenieur aan het Militair Instituut voor Mechanica in Leningrad. Hij ging werken als constructie-ingenieur aan het artillerie-instituur van de marine in Leningrad. In 1937 kwam hij bij wapenproducent Fabriek Nr. 232 "Bolsjeviki" (voorheen bekend als de Oboechov-fabrieken). Niet veel later werd hij hier directeur.

## Politieke carrière
In 1941 werd Oestinov op 33-jarige leeftijd volkscommissaris van Bewapening en vanaf 1946 minister. Tot 1953 was hij onder Jozef Stalin bijzonder succesvol in deze functie. Tijdens de Tweede Wereldoorlog was hij verantwoordelijk voor de verplaatsing van de wapenindustrie naar veilige gebieden achter de Oeral. Na de oorlog was Ustinov verantwoordelijk voor de verdere groei van de wapenindustrie, verbonden met de ontwikkeling van militaire ruimtestations. Hij was, samen met ruimtevaartpionier Sergej Koroljov, betrokken bij rakettenbouw en het ruimtevaartprogramma.
Tijdens het bewind van Nikita Chroesjtsjov was hij minister voor de Verdedigingsindustrie. Van 1957 tot 1963 was hij vicevoorzitter van de Raad van Ministers van de USSR en van 1963 tot 1965 eerste vicevoorzitter. Ook was hij voorzitter van de Hoogste Raad voor de Volkseconomie. Omdat Chroesjtsjov hem niet altijd steunde koos Oestinov steeds vaker de zijde van diens politieke rivaal Leonid Brezjnev.
In de Communistische Partij werd hij in 1952 lid van het Centraal Comité. Van 1965 tot 1976 was hij onder Brezjnev secretaris van het Centraal Comité. In 1965 was hij kandidaat voor het Politbureau, het hoogste orgaan van de communistische partij.
Na de dood van maarschalk Andrej Gretsjko op 26 april 1976 volgde Oestinov hem op als minister van Defensie. Hij zou dit ambt tot zijn dood bekleden. Ondanks zijn hoge leeftijd, hij was inmiddels bijna 70 jaar oud, was Oestinov als vertrouweling van Brezjnev en zijn brede kennis op het gebied van bewapening de ideale kandidaat in deze fase van de wapenwedloop. Hij was in de USSR de eerste "burger" in deze functie sinds Leon Trotski. Hij werd evenwel geflankeerd door de generaals Sergej Sokolov (plaatsvervangend minister van Defensie) en Nikolaj Ogarkov (stafchef). Samen met Viktor Koelikov, de opperbevelhebber van het Warschaupact, werden al deze mannen tussen 1976 en 1978 door Brezjnev benoemd tot Maarschalk van de Sovjet-Unie. Daarnaast was Oestinov van 1976 tot 1984 lid van het Politbureau.
Oestinov was als minister van Defensie verantwoordelijk voor de invasie van het Sovjet-leger in Afghanistan in 1979. Er werden 75.000 tot 80.000 troepen gemobiliseerd voor deze operatie.
Na de dood van Leonid Brezjnev in 1982 steunde hij diens opvolger Joeri Andropov en werkte hij mee aan de opkomst van Michail Gorbatsjov.

## Dood
Op 7 november 1984 werd zijn optreden tijdens de jaarlijkse militaire parade op het Rode Plein waargenomen door zijn plaatsvervanger, maarschalk van de Sovjet-Unie Sergej Sokolov. In oktober was hij geveld door een longontsteking. Daarbij werd tijdens een noodoperatie een aneurysma in de aorta verwijderd. Hierna verslechterde zijn gezondheid echter alleen maar. Op 20 december 1984 overleed hij als gevolg van hartfalen. Hij kreeg een staatsbegrafenis en de urn met zijn as werd bijgezet in de Kremlinmuur-necropolis op het Rode Plein in Moskou.
Dmitri Oestinov was getrouwd en had een zoon. De stad Izjevsk werd van 1984 tot 1987 omgedoopt tot Oestinov. Ook werd er een kruiser van de Russische marine naar hem vernoemd.

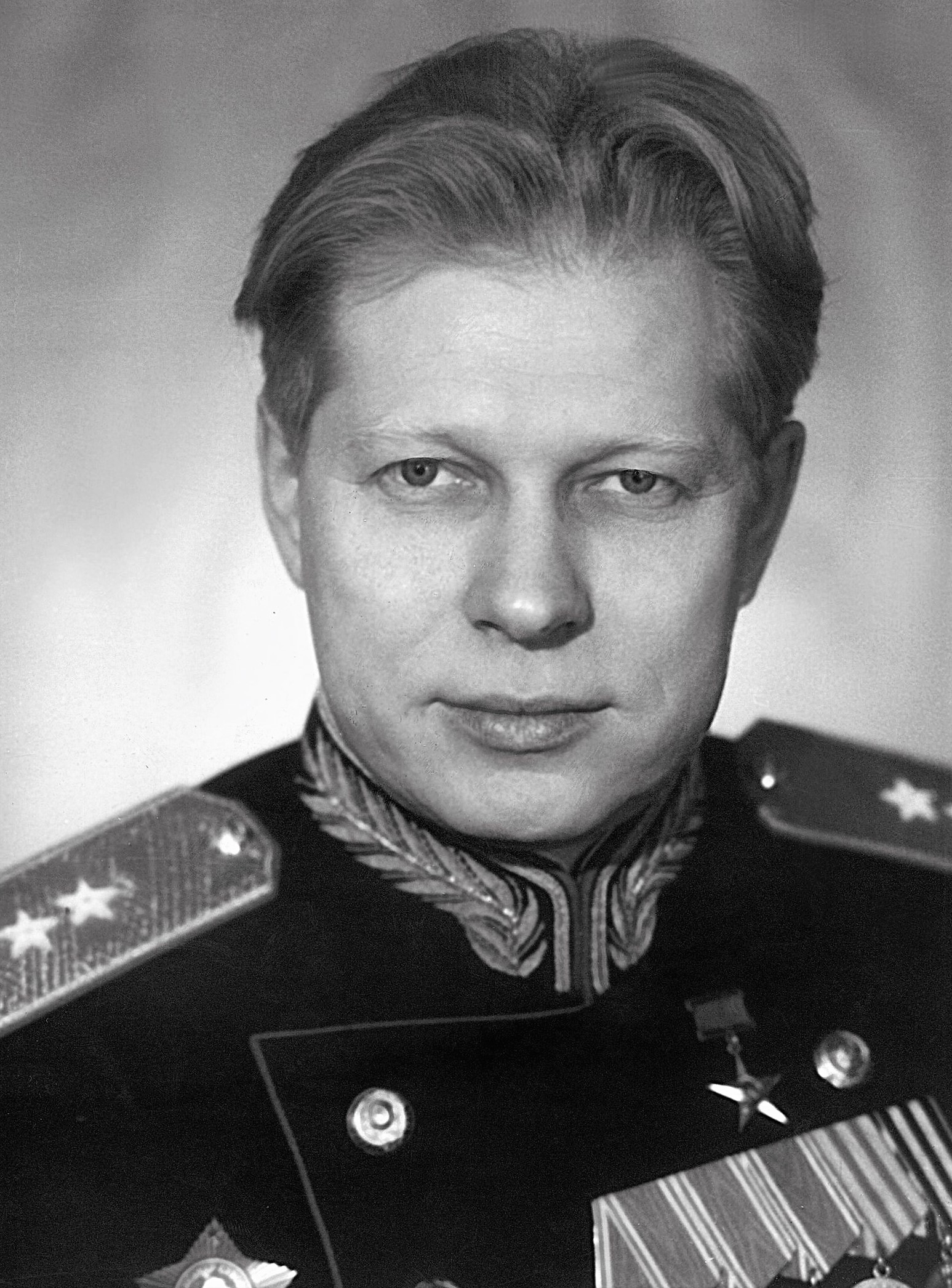
Dmitri Oestinov in 1946
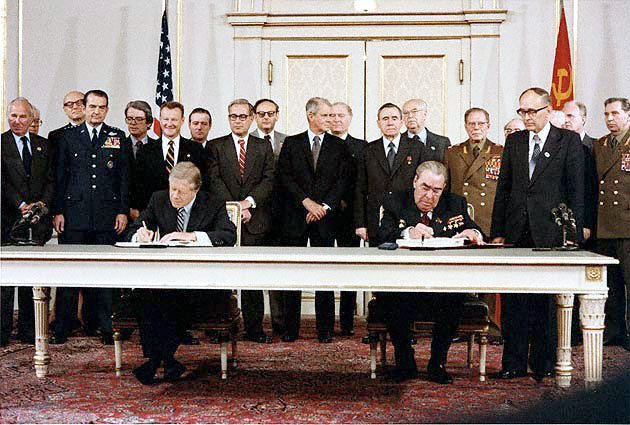
Oestinov rechts achter Leonid Brezjnev bij de ondertekening van Salt II (1979)
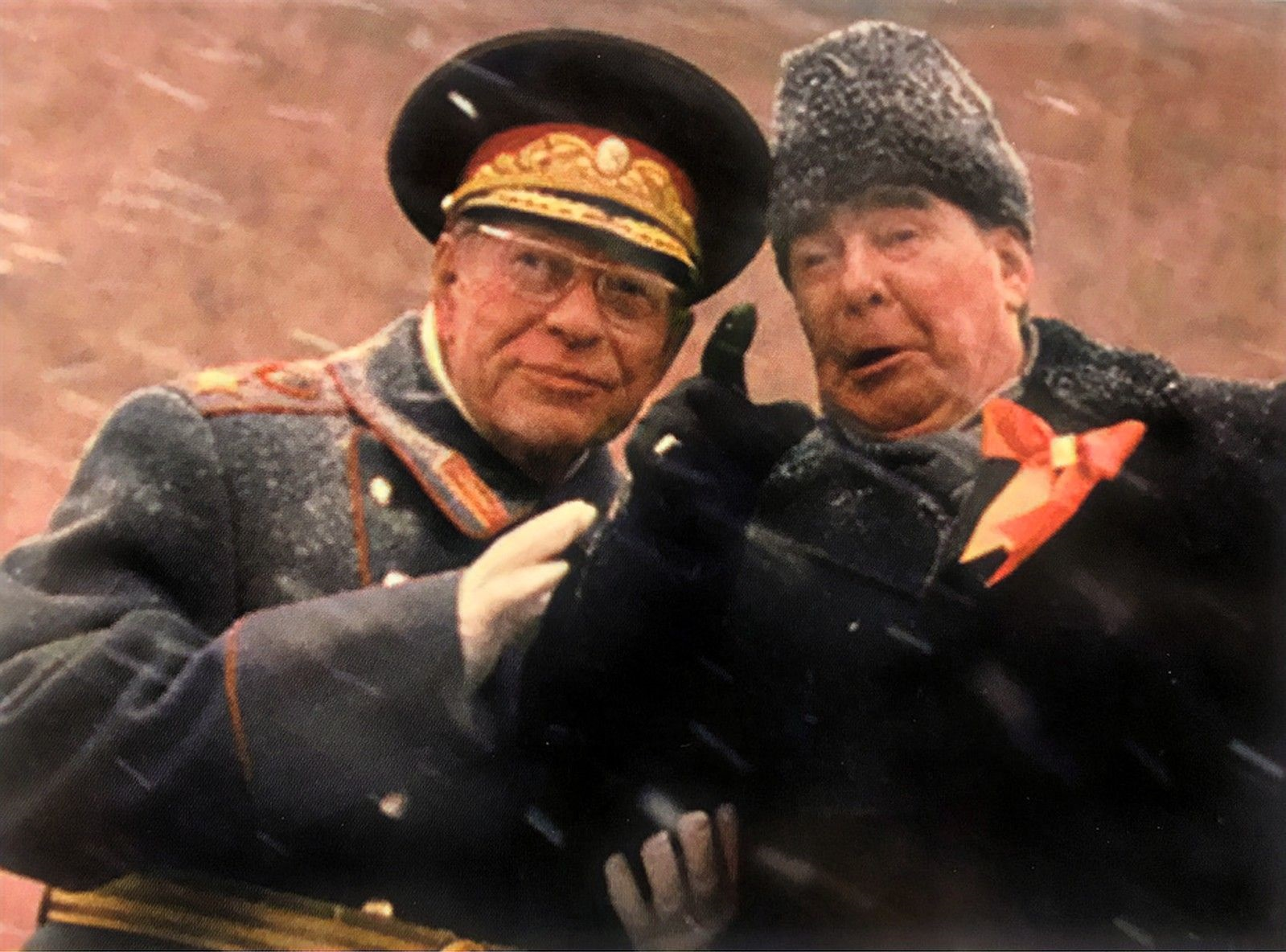
Oestinov met Leonid Brezjnev (1979)
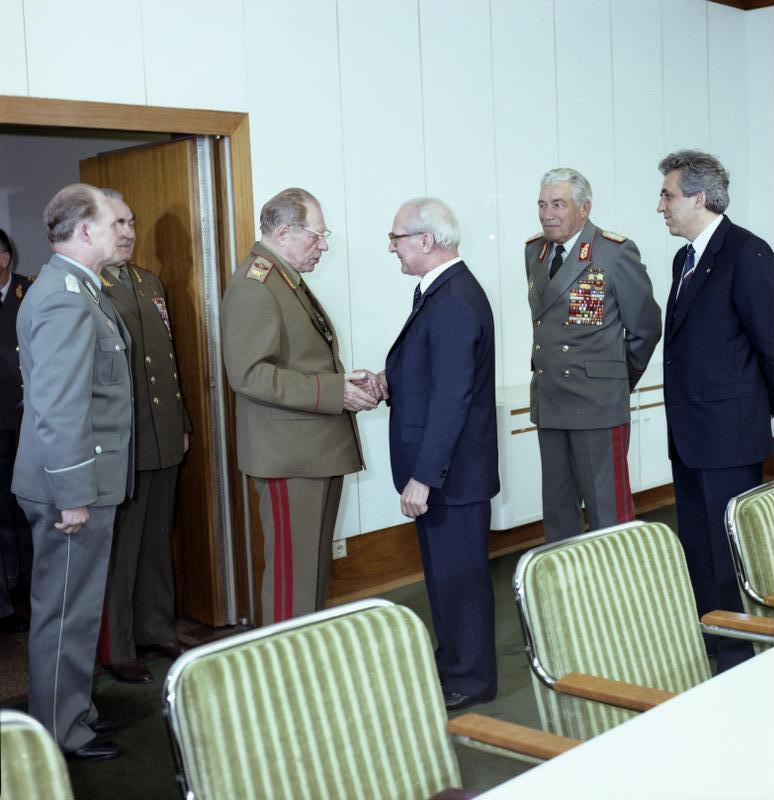
DDR-leider Erich Honecker ontvangt Oestinov (1984)
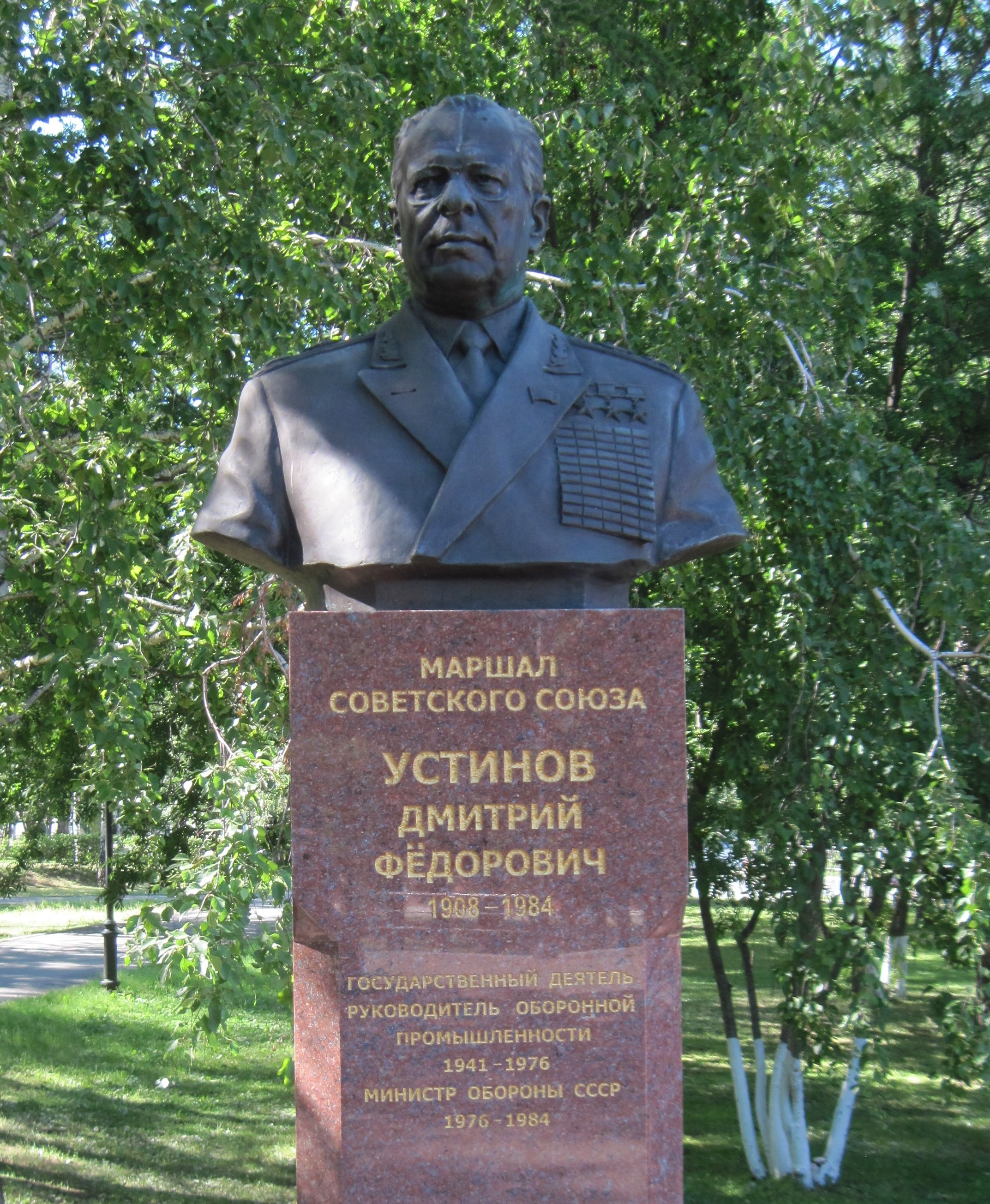
Borstbeeld van Oestinov in de Izjevsk
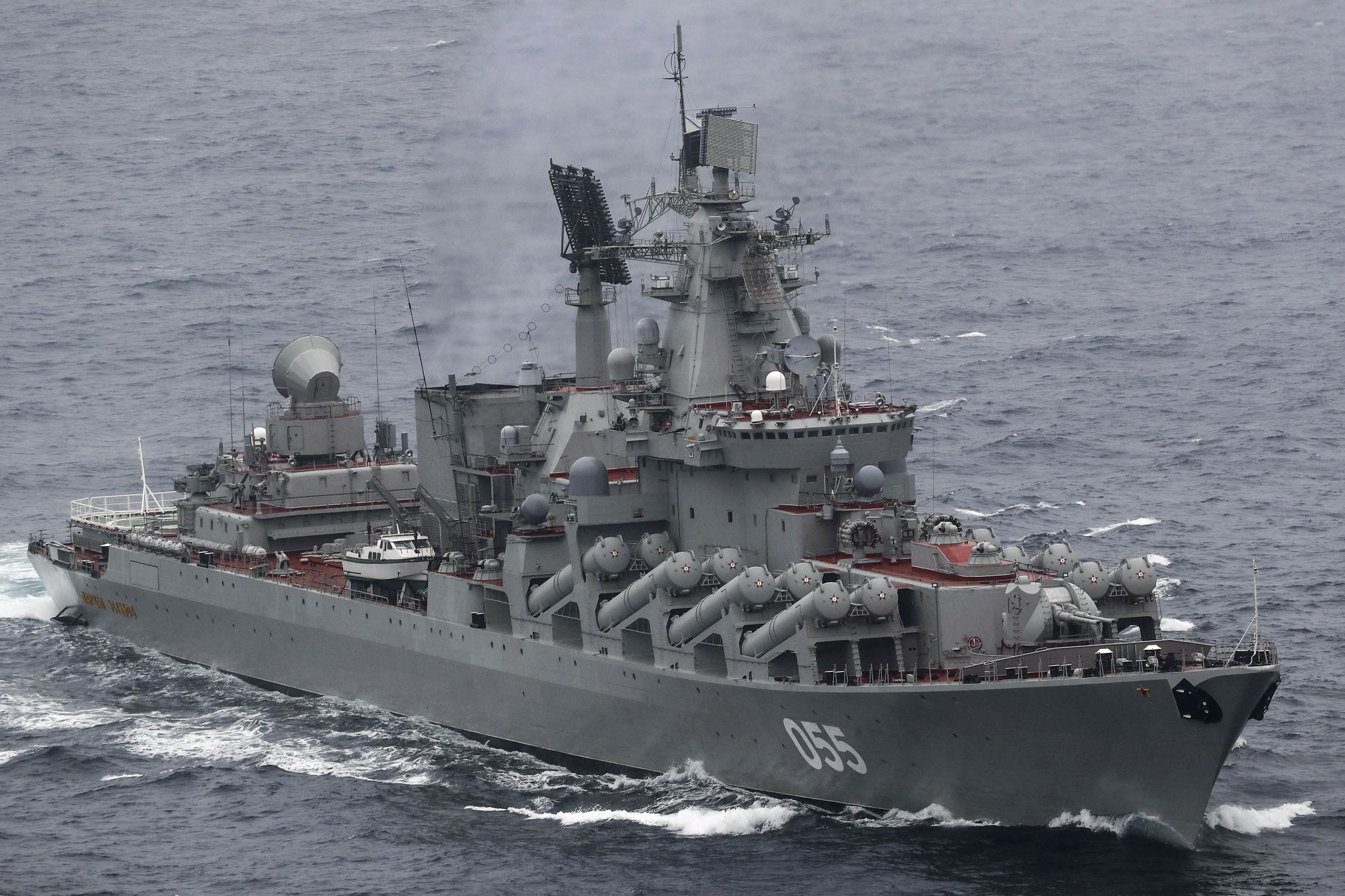
De kruiser Marsjal Oestinov

- Biblioteca Nacional de Chile: 000279480
- Bibliothèque nationale de France: cb11990218b (data)
- CiNii: DA03204244
- Gemeinsame Normdatei: 118884239
- International Standard Name Identifier: 0000 0001 0200 9277
- Library of Congress Control Number: n82156909
- Nationale Bibliotheek van Tsjechië: jx20071128078
- Nationale bibliotheek van Australië: 36521352
- Nationale Bibliotheek van Israël: 987007456351305171
- Nationale Bibliotheek van Polen: a0000001079583
- Nederlandse Thesaurus van Auteursnamen: 069456062
- LIBRIS: 98481
- Système universitaire de documentation: 027973506
- Virtual International Authority File: 71400271
- WorldCat: E39PBJy4dtrV6ph886qwmxvT73